# Parrocchia civile
Con parrocchia civile (in inglese civil parish, in spagnolo parroquia civil e in francese paroisse civile) si intende una suddivisione amministrativa presente in diversi stati. L'aggettivo civile serve a distinguerla da quella ecclesiastica. Si tratta di paesi che per parecchi secoli avevano delegato ai parroci doveri sia religiosi sia amministrativi. Quando poi si è passati ad amministratori laici, è stata coniata l'espressione parrocchia civile.
Il termine “parrocchia” nel significato di suddivisione amministrativa si usa nelle seguenti nazioni:
- Andorra
- Antigua e Barbuda
- Barbados
- Bermuda
- Dominica
- Ecuador
- Grenada
- Giamaica
- Lettonia
- Saint Kitts e Nevis
- Saint Vincent e Grenadine
- Svezia

Nonché in alcuni territori e regioni dei seguenti Paesi:
- Australia:
  - Nuovo Galles del Sud
- Canada:
  - Nuovo Brunswick
- Regno Unito:
  - Galles
  - Guernsey
  - Inghilterra
  - Jersey
  - Montserrat
- Spagna:
  - Asturie
  - Galizia
- Stati Uniti d'America:
  - Louisiana (equivalente della contea degli altri Stati dell'Unione)